# مايك والاس (لاعب كرة قدم أمريكية)
مايك والاس (بالإنجليزية: Mike Wallace)‏ هو لاعب كرة قدم أمريكية أمريكي، ولد في 1 أغسطس 1985 في ميامي في الولايات المتحدة.

## وصلات خارجية
- مايك والاس على موقع مرجع كرة القدم المحترفة.كوم (الإنجليزية)